# Hersenabces
Een hersenabces is een zeldzaam maar levensgevaarlijk abces in de hersenen. Een hersenabces ontstaat vaak door doorbraak van een infectie elders in de schedel, zoals vanuit een neusbijholte of vanuit het mastoïd.

## Oorzaken
Een hersenabces of -granuloom kan ontstaan als bacteriën of schimmels een deel van de hersenen infecteren en een ontsteking teweegbrengen. De afgebroken weefselcellen, witte bloedcellen en levende en dode micro-organismen verzamelen zich samen met lichaamsvloeistof; het geheel hoopt zich op in een begrensd deel van de hersenen. Later vormt zich een vlies om deze massa. 
Het gaat hierbij om een reactie van het afweersysteem die de hersenen kan beschermen door de infectie te isoleren, maar die ook schadelijk kan zijn. Het abces of het granuloom kan druk uitoefenen op kwetsbaar hersenweefsel en bloedvaten in de hersenen blokkeren. Dit kan leiden tot afbraak en afsterven van meer cellen, waardoor ernstige hersenschade kan ontstaan. 
De micro-organismen die verantwoordelijk zijn voor de infectie, kunnen de hersenen op verschillende manieren bereiken. Ze kunnen rechtstreeks in de hersenen terechtkomen door verwondingen of schedel- en hersenoperaties, maar ze kunnen zich ook verspreiden vanuit een nabijgelegen infectiehaard, bijvoorbeeld een oor, een bijholte of een tand of kies. Meestal worden de micro-organismen meegevoerd met de bloedstroom vanuit infectiehaarden elders in het lichaam. Een verhoogd risico op hersenabcessen lopen mensen met aangeboren hartaandoeningen of defecten aan de bloedvaten in de longen, chronische oor- of bijholte-infecties, drugsverslaafden en mensen met een door een of andere oorzaak verzwakt afweersysteem.